# Ève (film, 1953)
Pour les articles homonymes, voir Ève (homonymie).
Pour plus de détails, voir Fiche technique et Distribution.
Ève (Η Εύα (I Eva)) est un film grec réalisé par María Plytá et sorti en 1953.
Éve est considérée comme un des personnages féminins les plus importants du cinéma grec. Elle est toujours dans l'ambiguïté, entre son désir pour son jeune amant et son devoir envers son mari. Elle est surtout un personnage de dimension humaine, sans idéalisation, faillible. Elle est considérée comme préfigurant la Stélla de Cacoyannis.
Le film souffre cependant de problèmes techniques : son médiocre à cause des studios de mauvaise qualité et un script pas toujours assuré entraînant des incohérences d'une scène à l'autre.

## Synopsis
Ève (Nina Sgouridou) est malheureuse avec son mari Alekos (Manos Katrakis). Elle rencontre Antinoüs (Alékos Alexandrákis), un jeune homme en vacances. Elle y reconnaît la moitié qui la complète. Cependant, elle réprime son désir. Pour la rendre jalouse, Antinoüs flirte avec une autre touriste Anny. Cette dernière est tellement folle de lui qu'elle ne se rend compte de l'amour que lui porte Nasos. Alekos, pour sauver son couple, réussit à ce que Antinoüs finisse par détester Ève. Antinoüs se remet vite de son malheur, mais ce n'est pas le cas pour Éve, ni pour Nasos.

## Fiche technique
- Titre : Ève
- Titre original : Η Εύα (I Eva)
- Réalisation : María Plytá
- Scénario : Andreas Lambrinos
- Direction artistique :
- Décors : Yannis Tsarouchis
- Costumes :
- Photographie : Louis Hepp et Prodromos Meravidis (en)
- Son :
- Montage :
- Musique : Míkis Theodorákis
- Production :  Kominis Film
- Pays d'origine :  Grèce
- Langue : grec
- Format :  Noir et blanc
- Genre : Mélodrame
- Durée : 83 minutes
- Dates de sortie : 13 avril 1953

## Distribution
- Nina Sgouridou
- Manos Katrakis
- Alékos Alexandrákis
- Dinos Iliopoulos (el)
- Aliki Georgouli (el)